# Fritz Karg
Oskar Fritz Karg (* 12. Juli 1892 in Dresden; † 10. Juli 1970 in Berlin (West)) war ein deutscher Germanist und Professor an der Universität Leipzig, der wegen Bücherdiebstahl seine Stelle verlor.

## Leben
Karg, der Sohn eines Straßenbahnbeamten, legte sein Abitur an der Dreikönigschule in Dresden ab. 1913 bis 1923 studierte er Deutsche Philologie, Neuere Sprachen und Geschichte in Leipzig. 1914 bis 1918 nahm er am Ersten Weltkrieg teil und wurde nach Verwundung beim Wirtschaftsstab in Bukarest eingesetzt. 1921 erfolgte die Promotion zum Dr. phil. in Deutscher Philologie an der Universität Leipzig. 1923 folgte die Habilitation für Deutsche Sprache und Literatur an der Universität Leipzig mit dem Thema Die Construction ἀπὸ χοινοῦ im Mittelhochdeutschen.
1923 bis 1929 lehrte er als Privatdozent für Deutsche Sprache und Literatur an der Universität Leipzig, 1929 bis 1934 als außerordentlicher Professor. Er wurde von Theodor Frings gefördert und konzentrierte sich auf die Volkskunde. 1928 übernahm er das auf Ost-Mitteldeutschland bezogene Kartenmaterial des deutschen Sprachatlas in Marburg. Er begann ein ostmitteldeutsches Wörterbuch sowie die Erschließung Ostmitteldeutschlands für den Atlas der deutschen Volkskunde. Auch leitete er den Sächsischen Verband für Volkskunde. Im November 1933 unterzeichnete er das Bekenntnis der deutschen Professoren zu Adolf Hitler.
1922 bis 1934 war er verheiratet mit der späteren Leipziger Germanistikprofessorin Elisabeth Karg-Gasterstädt. Ab 1930 verübte er Unterschlagungen und Diebstahl am Germanistischen Institut, allerdings nicht für private Zwecke, sondern für Ausstellungen und wissenschaftliche Ziele. Dafür wurde er 1935 zu einer neunmonatigen Freiheitsstrafe verurteilt. Bereits 1934 wurde er des Amtes enthoben, verlor 1935 den Professorentitel und 1936 die Doktorwürde. 1953 erfolgte eine erneute Verurteilung wegen Betrugs vom Amtsgericht Berlin (Ost).

## Publikationen (Auswahl)
- Die Construction ἀπὸ χοινοῦ im Mittelhochdeutschen. (Syntaktische Studien I). In: Beiträge zur Geschichte der deutschen Sprache und Literatur. Band 49, 1925 (1924), S. 1–63, doi:10.1515/bgsl.1925.1925.49.1, (Leipzig, Universität, Habilitations-Schrift, 1923).
- Das literarische Erwachen des deutschen Ostens im Mittelalter (= Mitteldeutsche Studien. Heft 1 = Teuthonista. Beiheft. 3). Niemeyer, Halle (Saale) 1932.
- als Herausgeber mit Walter Frenzel, Adolf Spamer: Grundriss der sächsischen Volkskunde. Herausgegeben im Auftrag des Sächsischen Verbandes für Volkskunde. Karl Richter, Leipzig 1932.
- Flämische Sprachspuren in der Halle-Leipziger Bucht (= Mitteldeutsche Studien. Heft 6 = Teuthonista. Beiheft. 8). Niemeyer, Halle (Saale) 1933.